# Trypeticus immanis
Trypeticus immanis är en skalbaggsart som beskrevs av Kanaar 2003. Trypeticus immanis ingår i släktet Trypeticus och familjen stumpbaggar. Inga underarter finns listade i Catalogue of Life.